# Копривно (Милићи)
Копривно је насељено мјесто у општини Милићи, Република Српска, БиХ. Према попису становништва из 1991. у насељу је живјело 169 становника.

## Географија
Копривно заузима источни дио општине Милићи, на надморској висини од 500 до 780 метара. Налази се на граници општине Милићи и општине Сребреница. У Копривну преовладава умјерено-континентална клима.

## Култура
У Копривну се налази Црква Светих апостола Петра и Павла, подигнута 1896. године (камен темељац датира из 1838. године) а сеоска слава је Петровдан. На ширем подручју мјеста се налазе и средњовековни надгробни споменици, стећци.

## Становништво
| Националност       | 1991. | 1981. | 1971. | 1961. |
| Срби               | 169   | 277   | 335   | 336   |
| Југословени        |       | 1     |       |       |
| Муслимани          |       |       | 3     |       |
| остали и непознато |       |       |       |       |
| Укупно             | 169   | 278   | 338   | 336   |

| Демографија | Демографија | Демографија |
| Година      | Становника  | Становника  |
| ----------- | ----------- | ----------- |
| 1961.       | 336         |             |
| 1971.       | 338         |             |
| 1981.       | 278         |             |
| 1991.       | 169         |             |